# Oberschützen
Oberschützen est une commune autrichienne du district d'Oberwart dans le Burgenland.